# Тюрберт, Александр Антонович
Александр Антонович Тюрберт (1814—1890) — российский государственный деятель,  тайный советник (1865).

## Биография
В службе  классном чине с 1834 года. На 1852 год статский советник,  начальник Отделения Канцелярии Капитула Императорских и царских орденов. В 1859 году произведён в действительные статские советники, директор Канцелярии Капитула Российских Императорских и царских орденов Министерства императорского двора.
В 1865 году  произведён в тайные советники. На 1886 год управляющий делами Капитула Императорских и царских орденов. Был награждён всеми российскими орденами вплоть до ордена Святого Александра Невского с бриллиантовыми знаками пожалованные ему 27 декабря 1884 года.
Дочь — София Александровна Тюрберт (1858 — 1918).